# Skîdankî, Mirhorod
Skîdankî (în ucraineană Скиданки) este un sat în comuna Cerevkî din raionul Mirhorod, regiunea Poltava, Ucraina.

## Demografie
Componența lingvistică a localității Skîdankî
     Ucraineană (100%)
Conform recensământului din 2001, toată populația localității Skîdankî era vorbitoare de ucraineană (100%).